# Minahasa (volk)
De Minahasa (alternatieve schrijfwijze: Minahassa) of Minahassers is een etnische groep die zich bevindt in de provincie Noord-Celebes van Indonesië. Men spreekt er Manado-Maleis (ook wel bekend als Minahasa-Maleis).
De Minahasa zijn een van de weinige volkeren in Indonesië die vrijwel geheel christelijk zijn. Hun eerste contact met Europeanen was de aankomst van Spaanse en Portugese handelaren in specerijen. Pas toen de Nederlanders hun land betraden, werden de Minahasa christelijk. Nederlandse invloeden bloeiden op en onderdrukten de bestaande tradities. De naam "Minahasa" refereert aan de confederatie van stammen en bestaande monumenten zijn getuige van het systeem van stammen en clans uit de oudheid.

## Zie ook

Minahasa vlag

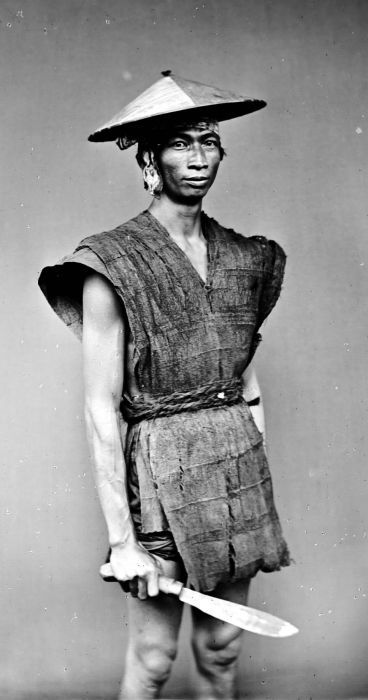
Portret van een boer uit Minahasa in boomschorskleding, Wereldmuseum Amsterdam